# Saint-Cyr-le-Gravelais
Pour les articles homonymes, voir Saint-Cyr.
Saint-Cyr-le-Gravelais est une commune française, située dans le département de la Mayenne en région Pays de la Loire, peuplée de 559 habitants.
La commune fait partie de la province historique du Maine, et se situe dans le Bas-Maine.

## Géographie

### Climat
Pour des articles plus généraux, voir Climat des Pays de la Loire et Climat de la Mayenne.
En 2010, le climat de la commune est de type climat océanique altéré, selon une étude du CNRS s'appuyant sur une série de données couvrant la période 1971-2000. En 2020, Météo-France publie une typologie des climats de la France métropolitaine dans laquelle la commune est exposée à un climat océanique et est dans la région climatique  Bretagne orientale et méridionale, Pays nantais, Vendée, caractérisée par une faible pluviométrie en été et une bonne insolation. 
Pour la période 1971-2000, la température annuelle moyenne est de 11,2 °C, avec une amplitude thermique annuelle de 13,6 °C. Le cumul annuel moyen de précipitations est de 821 mm, avec 13,4 jours de précipitations en janvier et 7,5 jours en juillet. Pour la période 1991-2020, la température moyenne annuelle observée sur la station météorologique de Météo-France la plus proche, sur la commune de Launay-Villiers à 11 km à vol d'oiseau, est de 11,6 °C et le cumul annuel moyen de précipitations est de 862,6 mm,. Pour l'avenir, les paramètres climatiques de la commune estimés pour 2050 selon différents scénarios d'émission de gaz à effet de serre sont consultables sur un site dédié publié par Météo-France en novembre 2022.

## Urbanisme

### Typologie
Au 1er janvier 2024, Saint-Cyr-le-Gravelais est catégorisée bourg rural, selon la nouvelle grille communale de densité à sept niveaux définie par l'Insee en 2022.
Elle est située hors unité urbaine et hors attraction des villes,.

### Occupation des sols
L'occupation des sols de la commune, telle qu'elle ressort de la base de données européenne d’occupation biophysique des sols Corine Land Cover (CLC), est marquée par l'importance des territoires agricoles (95,2 % en 2018), en diminution par rapport à 1990 (96,5 %). La répartition détaillée en 2018 est la suivante : 
terres arables (56,3 %), prairies (21,4 %), zones agricoles hétérogènes (17,5 %), forêts (3 %), zones urbanisées (1,7 %). L'évolution de l’occupation des sols de la commune et de ses infrastructures peut être observée sur les différentes représentations cartographiques du territoire : la carte de Cassini (XVIIIe siècle), la carte d'état-major (1820-1866) et les cartes ou photos aériennes de l'IGN pour la période actuelle (1950 à aujourd'hui).

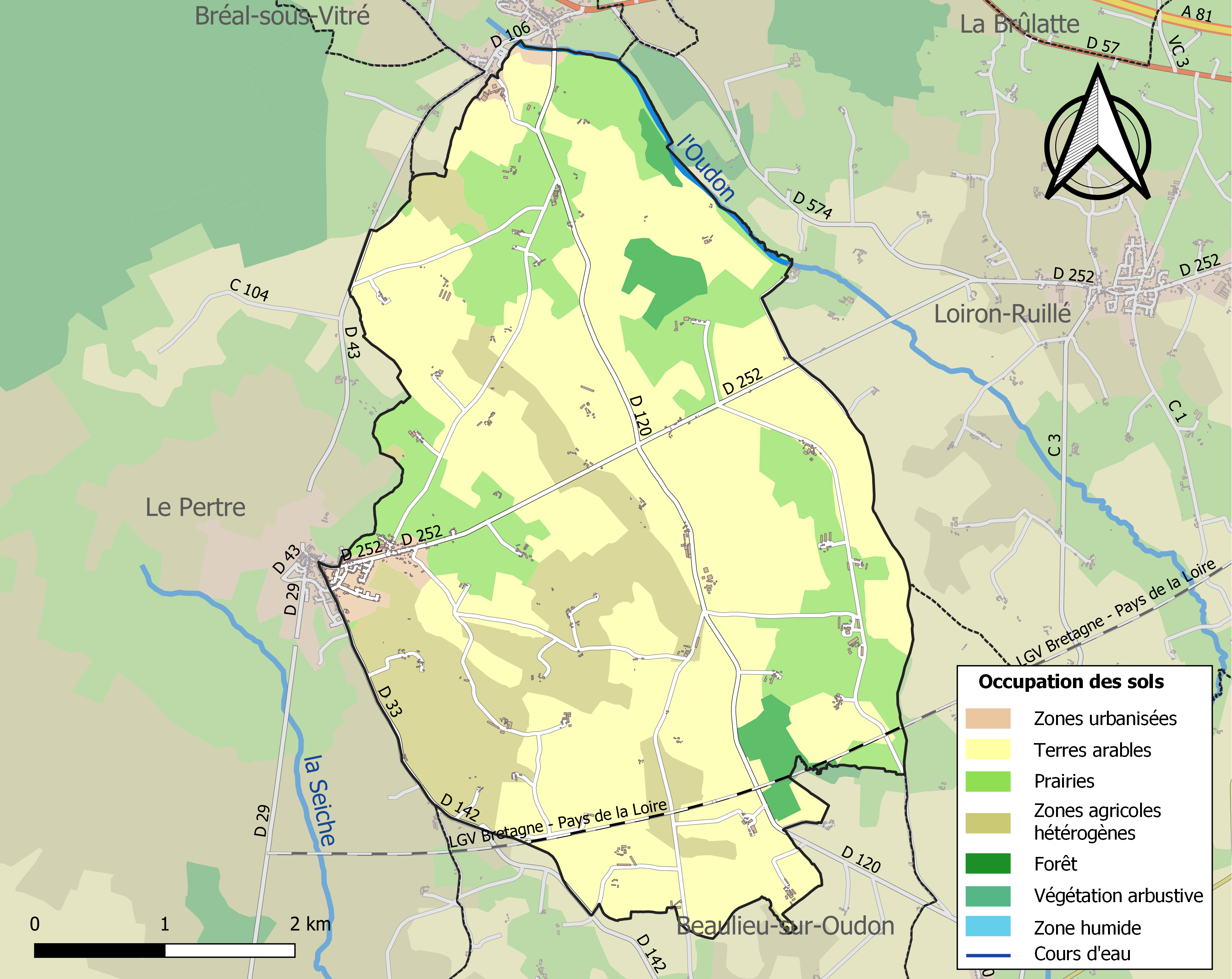
Carte des infrastructures et de l'occupation des sols de la commune en 2018 (CLC).

## Toponymie
La commune doit pour partie son nom à saint Cyr, jeune martyr chrétien du IVe siècle, fils de sainte Julitte et le reste de son nom au chemin gravelais ("chemin empierré"), nom donné à un tronçon du chemin de Cocaigne, ancienne voie gallo-romaine  qui reliait « le Cotentin à la Gascogne » et devenue un itinéraire des Chemins de Saint-Jacques-de-Compostelle.
.

## Politique et administration
| Période                                  | Période      | Identité                   | Étiquette | Qualité |
| ---------------------------------------- | ------------ | -------------------------- | --------- | --- |
| juillet 1792                             |              | J. Regereau                |           | |
| fructidor an IV, an V.                   |              | Gaillard                   |           | agent municipal |
| 1798                                     |              | Veron                      |           | |
| 1800                                     | 18 août 1809 | Jean Segretain-Gimbertière |           | |
| 1809                                     | 1810         | Pierre Housset             |           | |
| 1810                                     | 1816         | Louis-François Sauvé       |           | Chirurgien |
| 1816                                     | 1830         | Louis Landais,             |           | |
| 1832                                     | 1847         | Louis-François Sauvé       |           | Chirurgien |
| 1850                                     | 1860         | Augustin Housset           |           | Avocat au Mans, puis avoué à Laval                                                                                           |
| 1865                                     | 1870         | Pierre Housset             |           | |
| 1870                                     |              | Armand de Hercé            |           | Comte |
|                                          |              |                            |           | |
| ca. 1958                                 |              | Victor Guillet             |           | |
| ?                                        | mars 1989    | Guy Guyard                 |           | |
| mars 1989                                | mai 2020     | Simone Thireau             | DVD       | Agricultrice retraitée |
| mai 2020                                 | En cours     | Louis Michel               | UDI       | Agriculteur retraité Conseiller départemental de Loiron-Ruillé (2015 → ) 11e vice-président de Laval Agglomération (2020 → ) |
| Les données manquantes sont à compléter. |              |                            |           | |

## Population et société

### Démographie
L'évolution du nombre d'habitants est connue à travers les recensements de la population effectués dans la commune depuis 1793. Pour les communes de moins de 10 000 habitants, une enquête de recensement portant sur toute la population est réalisée tous les cinq ans, les populations de référence des années intermédiaires étant quant à elles estimées par interpolation ou extrapolation. Pour la commune, le premier recensement exhaustif entrant dans le cadre du nouveau dispositif a été réalisé en 2004.
En 2022, la commune comptait 559 habitants, en évolution de +4,29 % par rapport à 2016 (Mayenne : −0,73 %, France hors Mayotte : +2,11 %).
| 1793 | 1800 | 1806 | 1821 | 1831 | 1836 | 1841 | 1846 | 1851 |
| ---- | ---- | ---- | ---- | ---- | ---- | ---- | ---- | ---- |
| 800  | 668  | 761  | 717  | 699  | 724  | 750  | 727  | 741  |

| 1856 | 1861 | 1866 | 1872 | 1876 | 1881 | 1886 | 1891 | 1896 |
| ---- | ---- | ---- | ---- | ---- | ---- | ---- | ---- | ---- |
| 719  | 716  | 686  | 673  | 686  | 641  | 637  | 650  | 615  |

| 1901 | 1906 | 1911 | 1921 | 1926 | 1931 | 1936 | 1946 | 1954 |
| ---- | ---- | ---- | ---- | ---- | ---- | ---- | ---- | ---- |
| 572  | 597  | 586  | 569  | 584  | 570  | 509  | 510  | 511  |

| 1962 | 1968 | 1975 | 1982 | 1990 | 1999 | 2004 | 2006 | 2009 |
| ---- | ---- | ---- | ---- | ---- | ---- | ---- | ---- | ---- |
| 498  | 462  | 428  | 408  | 472  | 474  | 506  | 528  | 546  |

| 2014 | 2019 | 2022 | - | - | - | - | - | - |
| ---- | ---- | ---- | - | - | - | - | - | - |
| 530  | 559  | 559  | - | - | - | - | - | - |

## Culture locale et patrimoine

### Lieux et monuments

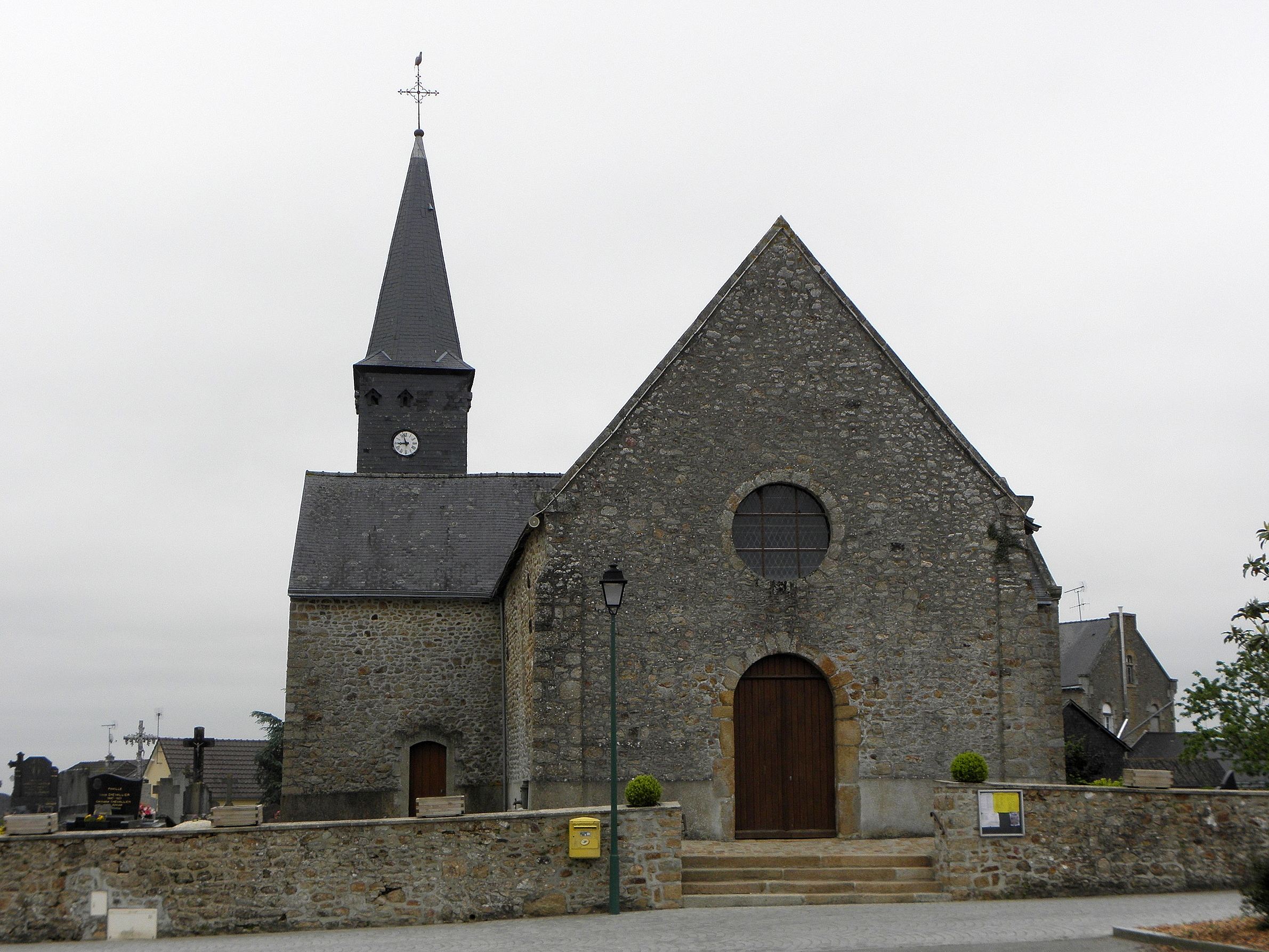
L'église Saint-Cyr-et-Sainte-Julitte

- Église Saint-Cyr-et-Sainte-Julitte.
- L'extrémité sud de la commune est coupée par la ligne LGV Bretagne-Pays de la Loire.
- Oratoire dédié à saint Denis, situé en direction du Pertre au lieu-dit le Domaine des Forges.
- Château de la Ménaudière

### Personnalités liées à la commune
- Charles Pointeau (1831-1899), religieux et historien.